# Gaston Tarry
Gaston Tarry (Villefranche-de-Rouergue, 1843. szeptember 27. – Le Havre, 1913. június 21.) francia matematikus. Matematika tagozatos osztályban tanult a gimnáziumban. A közigazgatásban dolgozott Francia Algériában nyugdíjba vonulásáig.
Amatőrként űzte a matematikát. Legfontosabb eredménye Euler egy sejtésének igazolása volt (1900): nem létezik két ortogonális 6×6-os latin négyzet. Nevéhez fűződik a Prouhet–Tarry–Escott-sejtés.

## Külső hivatkozások
- Életrajz